# ويلفريد هيليارد
ويلفريد هيليارد هو سياسي كندي، ولد في 1896، وتوفي في 1965.